# プリンケプス

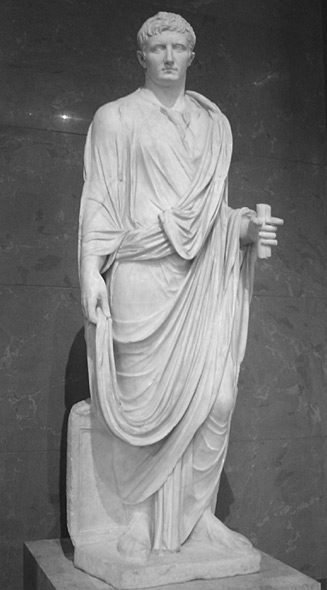
トガ姿のオクタウィアヌス

プリンケプス（ラテン語: Prīnceps プリーンケプス）は、古代ローマで「第一人者」を意味したラテン語。複数形はプリンキペス（Prīncipes）。その道において最も権威ある者を指して用いられた言葉。特定の官職や何らかの権限をともなった地位の名前ではなく、また公的根拠のある称号でもない。

## 歴史
プリンケプスは、古代ローマで「第一人者」を意味したラテン語である。その道において最も権威ある者を指して用いられた言葉で、「プリーンケプス・セナートゥース（Prīnceps Senātūs 、元老院の第一人者）」あるいは「プリーンケプス・キーウィターティス（Prīnceps Cīvitātis 、市民の第一人者）」などのように様々な用いられ方をした。プリンケプスは単に「第一人者」という意味の言葉であったから、当然、ローマ以外の第一人者を指しても用いられた。例えば1世紀の歴史家タキトゥスは、自著『ゲルマーニア』においてゲルマン人の従士団の長をプリンケプスと呼んでいる。また伝説によれば、ローマはトゥルス・ホスティリウスがローマ王であった時代にアルバ・ロンガを滅ぼし、アルバ・ロンガのプリンキペスをパトリキの列に加えたという。
古代ローマ人は、この「第一人者」たちの権威を極めて重視した。古代ローマ人にとって権威は抽象的なものではなく、その資質や実績によって特定の人物に結びつけられる具体的なものでなければならなかった。権威の根拠が個人の資質や実績によるのであるから、「第一人者」たちもまた多種多様な存在であった。古代ローマ人は、例えば法律問題についてならば法学の第一人者の弁に耳を傾けたし、その他の問題についてならばその分野の第一人者の弁に耳を傾けた。古代ローマ人にとって、その道の専門家の意見は、そうでない者の意見より何千倍も重みを持つものであった。こうした「第一人者たち（プリンキペス）」が元老院に集まって政策を決定したのが共和制ローマの共和制であった。
現代において最初のローマ皇帝であると一般的に認識されているオクタウィアヌスもまた、彼が書き残した『業績録』の各所において、自身のことをプリンケプスであるとしている。オクタウィアヌスは、義父ガイウス・ユリウス・カエサルのように独裁者として排除されることを警戒し、自身を権力者ではなく権威者（プリンケプス）であると位置づけることによって、『業績録』で「余は権威においては万人に勝ったが、職権においては他の何人にも些かも勝らなかった」と記したような共和政尊重の政治的姿勢の建前を強調したのである。このように共和政的部分が強調されたオクタウィアヌスと後継者たちによる帝政初期の政治体制を、後世の歴史家はプリンキパトゥス（prīncipātus、プリンケプスによる統治）と呼んでいる。
一般に最初のローマ皇帝であると認識されているオクタウィアヌスが自身を指してプリンケプスと呼んでいたという経緯から、しばしばプリンケプスの語が「ローマ皇帝」と意訳されることもあるが、既に述べてきたようにプリンケプスは必ずしも現代でローマ皇帝と呼ばれている人々だけを指して用いられた言葉ではない。また、このような用法においてプリンケプスの語を用いたのもオクタウィアヌスが初めてであったわけではない。プリンケプスは共和政以前から用いられてきた言葉であって、オクタウィアヌスが用いたプリンケプスの用法も共和政期の用語法に則ったものであった。オクタウィアヌスが形成したローマ皇帝権は、プリンケプスの語とは全く無関係なところで形成されていったのである。

## プリンケプス・セナトゥス
基本的にはケンソルがケンスス（国勢調査）を行う際に指名する。紀元前3世紀末のケンソル、マルクス・ケテグスは、プリンケプス・セナトゥスは現存する中で最も早くケンソルを経験した者を指名するのが伝統であると述べている。
- マニウス・ウァレリウス・マクシムス[13]：紀元前493年
- ルキウス・ルクレティウス・トリキピティヌス・フラウス[14]：紀元前393年
- マルクス・ファビウス・アンブストゥス (紀元前360年の執政官)[15]：不明
  - クィントゥス・ファビウス・マクシムス・ルリアヌス[16]：不明
    - クィントゥス・ファビウス・マクシムス・グルゲス (紀元前292年の執政官)[16]：不明
- マルクス・ファビウス・ブテオ[15]：紀元前220年、216年、210年
- クィントゥス・ファビウス・マクシムス[16]：紀元前209年、204年
- プブリウス・コルネリウス・スキピオ・アフリカヌス[17]：紀元前199年、194年、189年
- ルキウス・ウァレリウス・フラックス (紀元前195年の執政官)[18]：紀元前184年
- マルクス・アエミリウス・レピドゥス (紀元前187年の執政官)[19]：紀元前179年、174年、169年、164年、159年、154年
- プブリウス・コルネリウス・スキピオ・ナシカ・コルクルム[20]：紀元前147年、142年
- アッピウス・クラウディウス・プルケル (紀元前143年の執政官)[21]：紀元前136年
- ルキウス・コルネリウス・レントゥルス・ルプス[22]：紀元前130年-125年
- プブリウス・コルネリウス・レントゥルス[22]：紀元前125年-120年
- マルクス・アエミリウス・スカウルス[23]：紀元前115年、108年、102年、97年、92年、89年？
- ルキウス・ウァレリウス・フラックス (紀元前100年の執政官)[18]：紀元前86年
- マメルクス・アエミリウス・レピドゥス・リウィアヌス[24]：紀元前70年？